# 新寨镇 (渭源县)
新寨镇，是中华人民共和国甘肃省定西市渭源县下辖的一个乡镇级行政单位。

## 行政区划
新寨镇下辖以下地区：
新寨村、三合村、姚集村、东坡村、柳林村、联盟村、中寨村、大坪村、寺坪村、闫家沟村、剪子岔村、冯家庄村、康家山村、泉湾村、黎家湾村、马鹿沟村、宽川村、田家岔村和廖家寨村。